# Le Miracle des loups (film, 1961)
Pour l’article homonyme, voir Le Miracle des loups.
Pour plus de détails, voir Fiche technique et Distribution.
Le Miracle des loups est un film français d'aventure historique d'André Hunebelle, sorti en 1961.
Louis XI, roi de  France, et Charles le Téméraire, duc de Bourgogne, sont en situation de « guerre froide ». Louis XI cherche à stabiliser la paix malgré les colères du duc et les félonies du traître Sénac. Le projet du roi est de donner sa filleule, Jeanne de Beauvais, en mariage à Charles, qui la désire. Mais Jeanne est amoureuse du chevalier de Neuville...

## Synopsis
Royaume de France, seconde moitié du XVe siècle. À Dijon, capitale de la Bourgogne, le duc Charles le Téméraire organise un grand tournoi pour son anniversaire et en l'honneur de son cousin, le roi de France Louis XI, dont il convoite secrètement la couronne. Auprès du roi, se trouve sa filleule, Jeanne de Beauvais, que Charles désire épouser. Après deux engagements victorieux pour la Bourgogne, la chance tourne en faveur du roi après l’entrée en lice du chevalier Robert de Neuville, son meilleur porte-bannière. Pour gagner le tournoi et éblouir Jeanne, le bouillant duc de Bourgogne n'hésite pas, à se mesurer en personne, avec le preux chevalier de Neuville. Ce dernier, touché, tombe à terre tandis que son vainqueur, qui n’a pas le triomphe modeste, désire offrir la couronne d’or à Jeanne « la reine du tournoi » mais, celle-ci n’est déjà plus dans la tribune royale pour la recevoir. Charles le Téméraire est vexé, le roi sourit sous cape. De son côté, conduit sous une tente pour y être soigné, Robert, furieux de ne pouvoir expliquer sa défaite, se réjouit en recevant la visite de Jeanne qui est amoureuse de lui et lui d’elle. Pendant ce temps, on découvre que la victoire de Charles n'a été acquise qu'au prix de la félonie : la sangle de la selle de Robert ayant été, à son insu avant la rencontre, sabotée discrètement par le comte Jean de Sénac venu hypocritement prévenir Robert du danger de ce combat. Jeanne constate que la victoire de Robert lui a été volée. Si bien que le soir de la grande fête donnée par Charles pour célébrer sa victoire, Jeanne n'est guère empressée de poursuivre la danse avec le duc et écourte sa présence en quittant le bal avec l’autorisation de son oncle, le comte d'Hesselin et celle de son roi. Avant de repartir le lendemain pour Paris avec sa suite, Louis XI, soucieux de faire l'unité du royaume en tentant d'apaiser les tensions, offre au duc des colombes élevées par Jeanne, gage de la paix qui doit désormais régner entre eux.
Bien qu’il ait pactisé avec son cousin royal, le duc de Bourgogne Charles le Téméraire est toujours irrité par le refus persistant de Louis XI de lui accorder la main de Jeanne. Se sentant aussi rejeté par cette dernière, Charles rêve toujours de ravir à la fois le trône et la filleule du roi. À ses fins obséquieuses, il prépare un plan diabolique avec la complicité du capitaine de la garde du roi, le Comte de Sénac, un traître introduit à la cour du roi pour le compte du duc de Bourgogne. Quelque temps plus tard, Louis XI se trouve au château de Clermont-en-Beauvaisis, fief du comte Hesselin, l'oncle de Jeanne, pour participer à une chasse traditionnelle. À la demande véhémente de Jeanne de lui accorder la main de l’homme qu’elle aime, le souverain refuse catégoriquement, considérant que le chevalier de Neuville est, certes, un serviteur fidèle mais pas assez puissant pour l’aider à conserver l’unité du royaume.
Le plan machiavélique de Charles entre en action : il fait enlever la jeune fille avec la connivence du comte de Sénac, en qui le roi a toute confiance, en faisant accuser de ce forfait Robert de Neuville, son rival dans le cœur de Jeanne. Neuville, déclaré félon par le roi, tombe dans un guet-apens : il est projeté du haut d’un pont et laissé pour mort par les hommes du duc. Recueilli et soigné secrètement par Catherine du Tillais dame de compagnie de Jeanne, Neuville récupère ses forces.
Prisonnière au Château de Mailly, Jeanne se voit proposer par Charles un odieux marchandage : soit, elle accepte par persuasion le mariage avec le duc soit, il épousera la sœur du roi d'Angleterre, Édouard IV d'York, en s’alliant à lui contre la France. Désespérée, Jeanne trouve cependant un moyen pour prévenir Catherine du lieu de sa captivité en utilisant l'une des mêmes colombes reçues du duc dont il lui a fait cadeau. Convalescent, Robert part à son secours. Sur son chemin il trouve l’aide de paysans qui ont subi les représailles et pillages des soldats du duc. Pour reprendre secrètement contact avec Jeanne, Robert utilise la ruse pour la prévenir d’accepter d’assister au festin célébrant la fête de Charles et pour s’introduire dans le château du duc en se faisant passer pour un lutteur masqué et muet. Cette fois, Charles tombe dans un traquenard. Croyant Jeanne redevenir obéissante, il ne peut se douter que les partisans de Robert préparent l’offensive en prenant la place des serviteurs et en neutralisant plusieurs soldats de sa garde. Avec subtilité, Jeanne encourage Charles à défier le lutteur. Robert a le dessus et, avec ses partisans, délivre Jeanne avant de quitter les lieux, en laissant le château dans un piteux état.
Le roi demande à Hesselin de se rendre à Liège, porteur d'un message du souverain aux notables de la ville pour exhorter la population à ne pas se révolter contre le duc, dont elle est vassale, car il doit se rendre à Péronne, pour négocier avec Charles le sort de la Picardie. Le soir même, dans son château à Clermont, Hesselin est heureux de retrouver sa nièce et Robert mais il est très inquiet pour la sécurité du roi. Le lendemain Hesselin et Jeanne partent pour Liège et Robert pour Péronne.
Louis XI, accompagné de Sénac, est accueilli à Péronne par Charles qui doute de la bonne foi de son royal cousin, car il est persuadé que l'évasion de Jeanne n'a pu se faire que sur ordre du roi. Le Comte de Sénac rapporte plus tard au duc que le roi ignore tout de l'enlèvement de la Comtesse et que par conséquent le chevalier de Neuville est seul responsable de son évasion. Il ajoute que le duc tient le Roi car son sort ne dépend plus que de ce qui se passe à Liège. Pour démontrer ses intentions pacifiques envers son cousin, le roi lui fait part de son intention de lui donner en gage les villes de la Somme et qu’il a envoyé, à Liège, Hesselin pour apaiser les Liégeois. Survient alors un faux messager, annonçant l'insurrection de la ville. Vil prétexte pour confondre le roi, lequel pour se défendre demande à Sénac de rattraper Hesselin, porteur de son message pacifique. Il ajoute qu'il aimerait que le Comte soit accompagné par des gardes du duc pour qu'eux aussi soient témoins. Robert, mis au courant de la traîtrise de Sénac, part aussitôt pour Liège. Sur la route enneigée, les gardes du duc tuent l'escorte d'Hesselin. Peu après, Sénac intercepte Hesselin, le tue, mais ne parvient pas à saisir la missive royale, détenue par Jeanne, que son oncle a fait fuir dans les bois enneigés et peuplés de loups. Sénac et ses hommes sont attaqués par les loups. La moitié d'entre eux est tuée par les loups, mais Sénac et deux de ses hommes survivent et repartent à Péronne, Sénac est convaincu que la Comtesse a été dévorée par les loups mais au contraire, Jeanne est miraculeusement épargnée et protégée par les bêtes. Arrivé en retard, Neuville découvre le cadavre d’Hesselin.
De retour à Péronne, Sénac exhibe à la face du roi une fausse missive qu'il a fait rédiger par un maître écrivain. Le roi qui découvre la perfidie de Sénac dénonce cette mascarade. Charles passe à l’offensive en faisant passer le roi pour haute trahison devant un Tribunal ecclésiastique qui doit statuer en présence des deux parties. L’argumentation du roi est faible : sa missive était scellée avec un ruban rouge alors que celle-ci a un ruban vert. Heureusement, l’arrivée de Neuville avec Jeanne lève le doute. Le Chevalier présente aux juges la missive du roi, puis La comtesse raconte ensuite comment les loups l'ont sauvée alors qu'elle fuyait après la mort de son oncle. À court d'arguments, le perfide Sénac accuse Jeanne de sorcellerie, car lui et les hommes de la garde survivants l'ont vue brièvement en pleine forêt protégée par une meute de loups. Considérant que la comtesse est sous l’emprise de Satan et que ce n’était pas un miracle, il demande qu’elle soit soumise à « la question ». Le roi refuse catégoriquement et Charles ne peut que le suivre. Pour effacer l'affront causé au roi et à sa filleule, menacée du bûcher des sorcières, Robert de Neuville demande le recours au « Jugement de Dieu » et se présente pour défendre les couleurs de son roi. Face à lui, Charles, hypocritement, se défausse sur Sénac pour "avoir menacé" la femme dont il est toujours amoureux. Un furieux combat à outrance, à visage découvert, oppose le fougueux chevalier de Neuville à l’inique comte de Sénac. La mort de Sénac innocente Louis XI. Charles le Téméraire se retire avec dignité, ce qui permet à Robert de Neuville de demander à son souverain la main de celle qu'il a sauvée : la comtesse Jeanne de Beaulieu.

## Fiche technique
- Titre original : Le Miracle des loups
- Titre italien : Il miracolo dei lupi o Sangue sulla sua spada
- Titre allemand : Im Zeichen der Lilie
- Réalisateur : André Hunebelle
- Assistants : Serge Vallin et Michel Pezin
- Scénario : Jean Halain, Pierre Foucaud, André Hunebelle, d'après le roman éponyme de Henry Dupuy-Mazuel
- Dialogue : Jean Halain
- Décors : Georges Lévy assisté de Pierre Guffroy et Albert Rajau
- Costumes : Mireille Leydet assisté de Marie Gromsteff
- Coiffure : Huguette Lalaurette
- Photographie : Marcel Grignon

assisté de Charles-Henry Montel, Maurice Delille et André Marquette
- Chef Électricien : Marcel Policard
- Son : René-Christian Forget assisté de Yves-Marie Dacquay et Robert Tavernier
- Mélanges : Jean Mény
- Combats réglés par le Maître d’armes : Claude Carliez
- Conseiller technique équestre : François Nadal
- Scènes de lutte réglées par : Henri Cognan
- Cascades : équipe d'alpinistes menée par Pierre Kohlmann et notamment composée de Pierre Mazeaud et Antoine Vieille[1]
- Musique originale : Jean Marion
- Orchestre sous la direction de Jacques Météhen
- Chorégraphie : Louis Orlandi
- Montage : Jean Feyte assisté de Colette Lambert et Linette Nicolas
- Script : Charlotte Lefèvre
- Régisseur Général : Roger Boulais assisté de Robert Ferret
- Régisseur extérieurs : Jean Nossereau
- Chef maquilleur : Alexandre Marcus assisté de Éliane Marcus et Blanche Picot
- Photographe de plateau : Raoul Foulon
- Ensemblier : Fontenelle
- Production : Charles Delac, André Hunebelle, Pierre Cabaud, René Bezard, Marcello Danon
- Directeur Général de la Production : Paul Cadéac
- Directeur de production : Marcel Lathière
- Secrétaire de production : Charlotte Choquert
- Sociétés de production : 
  -  Production Artistique et Cinématographique, Pathé Films, Société Générale de Cinématographie
  -  Da. Ma. Cinematografica (Roma)
- Studios : Franstudio
- Enregistrements sonores : Le Poste Parisien et Simo
- Société de distribution : Pathé Distribution
- Pays d’origine :  France,  Italie
- Langue originale : français
- Format : couleur (Eastmancolor) — 35 mm — 2,35:1 (Dyaliscope) —  son Mono
- Genre : film d'aventure, film historique
- Durée : 120 minutes
- Date de sortie :
- France : 6 septembre 1961
- Affiches : Macario Gómez Quibus (Espagne), Vanni Tealdi (France)

## Distribution
- Jean Marais :  Robert de Neuville
- Rosanna Schiaffino (VF : Claire Guibert) : Jeanne de Beauvais
- Jean-Louis Barrault : Louis XI
- Roger Hanin : Charles le Téméraire
- Guy Delorme: Le comte Jean de Sénac
- Annie Anderson: Catherine du Tillais
- Louis Arbessier: Le comte d'Hesselin
- Jean Marchat: L'archevêque
- Raoul Billerey : Jérôme
- Pierre Palfray : Mathieu
- Georges Lycan : Sire de Gavray
- Bernard Musson : Un évêque
- Jean Lanier : Un évêque
- Paul Bonifas : Le médecin du roi
- Robert Dalban : Le faux courrier de Liège
- Raphaël Albert-Lambert : Le favori de Charles
- Pierre-Jacques Moncorbier : Maître Gislain, écrivain
- Laurence Lignères : La chambrière de Bourgogne
- Benoîte Lab : La paysanne à la torche
- Jacques Seiler : le héraut
- Charles Bouillaud : le barbier du roi, Olivier Le Daim
- François Charer : L'écuyer de Robert
- Richard Saint-Bris
- Roger Van Mullem
- Albert Herrero Titaldo
- René Roussel
- Jean Blancheur: Un homme qui transporte Robert de Neuville
- Antoine Baud : Un baladin/Un soldat bourguignon
- Paul Préboist : Un baladin
- Jacques Préboist : Un baladin
- Rico Lopez : Un baladin
- Yvan Chiffre : Un baladin
- Marcel Bernier : Un baladin
- Henri Guéguan : Un baladin
- Frank Estange : Un villageois
- Claude Carliez : Un compagnon de Robert de Neuville
- Jean-Michel Rouzière : Un soldat
- Jacques Balutin : Un spadassin
- Roger Lécuyer : Un gentilhomme de Bourgogne
- Compan Aghate : Paysanne
- Georges Montant
- André Bonnardel
- Janine Baluc
- Hubert Noël : voix du narrateur

Les cascadeurs 
- André Cagnard : cascadeur
- Bernard Celeyron : cascadeur
- Jean Minisini : cascadeur

## Du fait historique à la fiction
Comme le roman éponyme (1924) d’Henry Dupuy-Mazuel dont il est une adaptation, le récit du film d’Hunebelle associe la Grande Histoire opposant Charles le Téméraire à Louis XI, roi de France, à la petite histoire, totalement imaginée, de la relation amoureuse entre Jeanne de Beauvais et le paladin Robert de Neuville.
Le cadre de l’arrière-plan du film est fidèle à la réalité historique. Charles le Téméraire, duc de Bourgogne, surnommait Louis XI l'« Universelle Aragne » parce qu’il tissait sa toile habilement en abattant ses ennemis non par la force mais par la ruse. Charles le Téméraire jouissait d'une puissance considérable, son duché étant un état très riche. Assoiffé de pouvoir, il souhaitait agrandir son domaine, et si la couronne de France s'offrait à lui par opportunité, alors pourquoi pas ?
En octobre 1468, Louis XI arrive à Péronne, alors lieu de résidence de Charles le Téméraire, pour discuter d'un accord de paix. En échange de celle-ci, Charles souhaite obtenir du roi une confirmation de la ligne de la Somme et une juridiction souveraine sur ses fiefs français. Alors que les négociations semblent aboutir, Charles apprend avec colère que la ville de Liège, croit-il encouragée par des émissaires du roi, s'est à nouveau révoltée. Charles ferme alors les portes de son château et celles de la ville de Péronne et Louis XI est, de fait, son captif.
Le Miracle des loups se sert donc de tout ce fond historique pour broder une intrigue crédible où se mêlent contraintes politiques et aventures romanesques comme ce fut déjà le cas, en 1955, avec le film de Richard Thorpe : Les Aventures de Quentin Durward, une adaptation du roman éponyme de Water Scott, dans lequel le personnage évoluait aussi à la cour de Louis XI.
Le film d’Hunebelle possède un ton assez grave. C'est un pur film politique moyenâgeux, avec une part prépondérante de la religion lorsque Jeanne de Beauvais est accusée de sorcellerie. Car le clou du film est bien la scène où Jeanne de Beauvais est protégée par une meute de loups, un miracle qui donne le titre du film.
Box office France 1961 : 11e place avec 3 784 490 entrées

## Les lieux de tournage
Le film a été tourné dans les départements de :
- Jura
  - Le tournage débuta le 20 février 1961 dans le paysage enneigé du Haut-Jura, avec les scènes de l’attaque des loups qui ont donné le titre au film.
- Val de Marne
  - Les scènes intérieures ont été tournées dans les Studios de Saint-Maurice.
  - Le tournoi d’ouverture du film eut pour cadre le domaine hippique du château de Grosbois à Boissy-Saint-Léger
- Ille-et-Vilaine
  - La scène d'ouverture fut tournée à Vitré en lieu et place de la ville de Dijon[5]
- Oise
  - Plusieurs séquences montrent le Château de Pierrefonds (Oise) comme lieu, dans la fiction, de l’emprisonnement de Jeanne de Beauvais dans le château de Mailly du Duché de Bourgogne.
- Aude
  - Du 5 au 15 avril, dans le : devant les remparts de la Cité de Carcassonne avec la montée vers la Porte d’Aude qui figurait l’entrée de Louis XI dans la cité picarde de Péronne (dont il ne reste aujourd'hui que de bien maigres vestiges très restaurés). C’est aussi devant les remparts carcassonnais que se déroula le combat final dit « Jugement de Dieu ».
  - La scène de la tentative de noyade du personnage de Robert de Neuville fut tournée en partie du haut du vieux pont en dos d’âne de Rieux-en-Val
  - La scène de la rencontre nocturne et amoureuse de Jeanne et Robert au lac de Saint Ferréol.

- Lozère
  - près de Meyrueis,

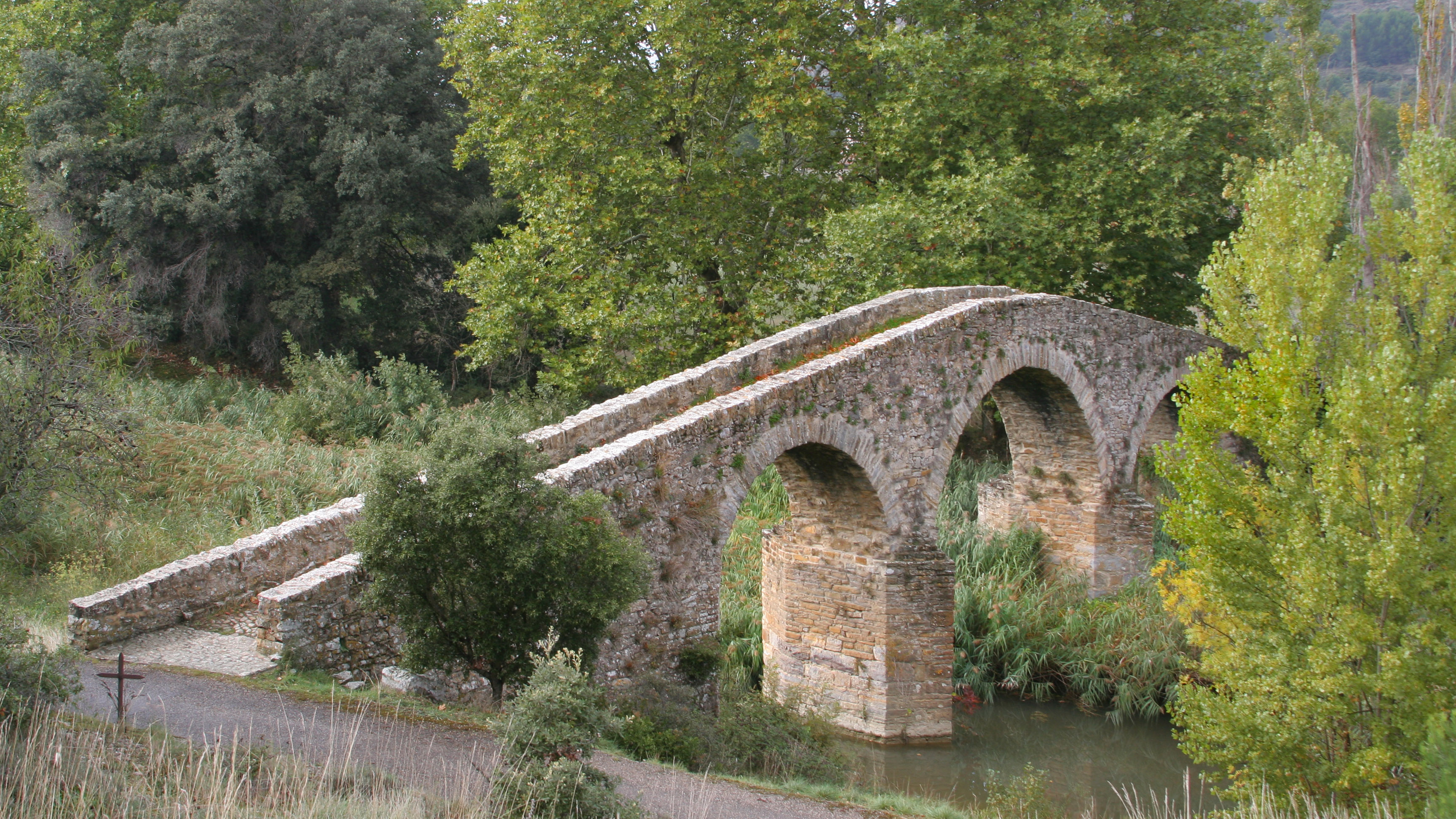
Pont de Rieux-en-Val

  - dans les Gorges de la Jonte du Massif central méridional, haut lieu d’escalade,
- Aveyron
  - le château du hameau de Saint-Véran, commune de La Roque-Sainte-Marguerite[6], servit de lieu lors de l’arrivée de Robert de Neuville dans un village dévasté par les troupes de Charles le Téméraire.
- Indre-et-Loire
  - Château de Montpoupon à Céré-la-Ronde
- Doubs
  - Mouthe
- Meurthe-et-Moselle
  - Nancy

## Autour du film
- Dans le documentaire de Dominique Maillet André Hunebelle, cinéaste improbable, Yvan Chiffre cascadeur raconte cette anecdote : à Carcassonne, au cours du tournage de sa fiction, des avions à réaction passent à la vitesse mach 2 et Hunebelle de prendre un porte-voix et de dire : « Nous sommes en train de tourner un film médiéval, je vous demande si vous pouviez cesser de passer ».
- Dans sa biographie de l’acteur Jean Marais, Carole Weisweiller[7] raconte que sur le vieux pont de Rieux-en-Val, dans une des scènes du film, le personnage du chevalier Robert de Neuville, interprété par Jean Marais, devait être jeté du haut d’un pont d’une hauteur de sept mètres dans une rivière. La veille du tournage, pendant que les cascadeurs réglaient ce plan, l’un d’eux fut précipité dans le vide et se creva le tympan. Hunebelle décida alors qu’on utiliserait un mannequin et qu’il n’était plus question que quiconque exécute cette chute. Ni cascadeur et surtout pas Jean Marais. Il fallait filmer la scène à l’insu de l’acteur. C’était sans compter sur l’entêtement de l’acteur. Celui-ci, se doutant de quelque chose, arriva sur les lieux avant Hunebelle et découvrant, horreur des horreurs, son double, c’est-à-dire un mannequin vêtu de son propre costume, exigea de tourner lui-même le plan avant le retour d’Hunebelle. L’équipe de tournage n’osa pas lui résister et la scène fut filmée sans mannequin ni incident. À la lecture des rushes, le réalisateur en fut pour une bonne frayeur rétrospective et ne manqua pas de pousser un coup de gueule bien inutile puisque la séquence était enregistrée. Jean Marais déclara simplement qu’un mannequin n’aurait pas fait vrai.
- Dans sa biographie de l’acteur, Henry-Jean Servat[8] raconte deux anecdotes de tournage : d’une part, dans la scène finale dite du « Jugement de Dieu », Marais utilisait une épée légère qui se brisa trop rapidement. « J’ai donc dû poursuivre mes combats avec un vrai glaive, bien lourd, que je devais empoigner à deux mains. » déclara-t-il et, d’autre part, pour la célèbre scène d’anthologie, tournée dans la neige jurassienne, au cours de laquelle Rosanna Schiaffino (qui incarne Jeanne de Beauvais, filleule du roi) agenouillée en longue robe bleue lavande sur un tapis de flocons priait la Vierge Marie de l’épargner, la production fit venir de vrais loups du parc naturel du Massif central. Lâchées dans la nature, ces bêtes prirent la poudre d’escampette et leur éleveur éprouva le plus grand mal à les récupérer. La séquence fut finalement tournée avec une meute de chiens bergers allemands.
- Un film au titre identique avait été réalisé sur le même thème en 1924 par Raymond Bernard avec Vanni Marcoux, Charles Dullin et Yvonne Sergyl. Par rapport à ce premier film, le personnage de Jeanne Hachette, née à Beauvais, a disparu dans la version de 1961 réalisée par André Hunebelle, même si le personnage fictif de Jeanne de Beauvais peut y faire allusion . S'il y a beaucoup d'action dans la version de 1961, il n'y a pas de grande bataille comme dans celle de 1924. Dans les deux films, de nombreuses scènes furent tournées autour et dans la Cité de Carcassonne.

## Hommage
C'est Pierre Kolhmann qui a préparé les scènes difficiles de cascade pour Jean Marais. Ce dernier était admiratif pour la joie de vivre et le talent de cet alpiniste français né en 1935. Le handicap de Kolhmann était sa malentendance. À la fin du tournage, quelques mois plus tard, sur le versant italien du mont Blanc il perd son appareil auditif à la suite d'un terrible orage et meurt d'épuisement le 16 juillet 1961 à l'âge de 25 ans.